# شهرستان ترنگ‌کول
شهرستان ترنگ‌کول (قزاقی: Тереңкөл ауданы، تەرەڭكول اۋدانى) یکی از شهرستان‌های استان پاولودار در کشور قزاقستان است. جمعیت شهرستان ۲۱۳۰۲ نفر است.
تا پیش از سال ۲۰۱۸ میلادی، روی این شهرستان نامِ شهرستان قاشیر (قزاقی: Қашыр ауданы، قاشىر اۋدانى) بوده.